# 鍵人 -カギジン-
『鍵人 -カギジン-』（かぎじん）は、田中靖規による日本の漫画。『週刊少年ジャンプ』（集英社）において、2009年33号から同年50号まで連載された。2007年の『瞳のカトブレパス』に続く田中の2作目の連載作品で、連載に先駆け「赤マルジャンプ」2009WINTER号に同名のプロトタイプ的読切を発表しているがタイトルと基本設定、主要人物の名前以外は設定をほぼ一新している。
舞台として近未来、文明が崩壊した時代の東アジアを舞台にしている。田中は読切掲載時に、「舞台を空想で描くのは小学生以来15年ぶり」と称している。

## あらすじ
古代、人類は「鍵人」と呼ばれる人間兵器を開発した。それは通常の人間の身体能力を遥かに超えた存在であったが、しかしやがて鍵人同士の争いが起こり文明は崩壊した。
主人公の青年・ツバメは砂海で古代の遺物（地下鉄車両等）を掘り起こし、資源として金に換える「サルベージ」を生業として暮らしていた。そこへ、流砂に飲まれ遭難したガッビア帝国の女性少佐・チルダがやって来る。

## 登場人物

### メインキャラクター
ツバメ
本作の主人公。鍵人で、「断空」の鍵の唯一の適合者。鍵穴は右手首にあり、普段は手袋で隠している。
サルベージ団を纏めるボス役を務める青年。ぶっきらぼうで人相も言葉遣いも悪く、金について意地汚い面も見られるが、父親が王宮に仕える考古学者で、その父に習っていたため、この時代の人間にしてはめずらしく古代文字を読むことが出来、サルベージ団の子供達への面倒見も良い。趣味は読書で、夜は子供達に本を読み聞かせることを日課としている。
その正体はガッビア帝国の脱獄死刑囚「58番」で、7年前の処刑前日に逃亡して以来行方を眩ませていた。
実は「鍵束」を見つけたのも彼の父親であったが、鍵の危険性から再度封印しようとしたため、デジャニラと対立し、反逆の罪を着せられて処刑された。
自分と同じ名前の渡り鳥・燕に憧れており、渡り鳥のように自由に生きたいと願っている。
「断空」の鍵/飛燕刀・春疾風（ひえんとう・はるはやて）
ツバメの持つ鍵及び鍵武威。能力を解放することによって刀へと姿を変える。
絶刀空閃（ぜっとうくうせん）
ツバメが視界にとらえたすべてのものを両断する。かなりの大技の為、1日2振りが限界。
弐ノ型・無刀風車
日本刀の刀身を風に変え、さらに多くの風を集めて攻撃する。

チルダ・ポートマン
ガッビア帝国の軍人である少女。階級は少佐。黒いショートヘアに褐色の肌をしており、言葉遣いも軍人らしく男勝りである。また「ポートマン家」はガッビア帝国に対しての発言力が大きく、彼女もまだ年齢的に階級には見合わない容姿をしている。
元老院の命令により、所在の判明した「58番」の捜索・抹殺の任務を負い、デネブを連れて砂海へやって来る。しかし流砂に飲まれ遭難していたところを、ツバメによって助けられる。元々「7年前の脱獄囚を処刑する任務」「鍵人であるデネブを隊に入れる事」について疑問を抱いていたが、ツバメやサルベージ団のメンバーと出会ったことで貧困階級の実情や「"鍵武威"の能力」を目の当たりとすることになる。因みに「58番」が鍵人であることは知らされていなかった。

### ガッビア帝国
「鳥籠に剣」を紋章とする大帝国。それまで伝説と言われていた鍵人の鍵束を発掘し、手中に収めている。
デジャニラ・レオニダス
元老院議長。ガッビア帝国の全ての権力を牛耳る。鍵人の力を復活させ、世界を思いのままにしようと企んでいる男。デネブに命令し、チルダを部隊もろとも抹殺しようとするなど、手段は選ばない。ツバメを鍵人に改造した張本人でもある。
約2000年前からその生存が確認されている謎の人物。「運命と因果の鍵」の力によって不老不死の力を得ており、現在と全く容姿は変わらない。元はハンザと同じく鍵人の研究員。
「運命と因果」の鍵
デジャニラに不老不死の力を宿した鍵。この世の「因果律」から外れることができる。二つで一つの鍵。

デイビット・ルーラー
元老院副議長。デジャニラの側近の一人。「運命と因果」の鍵を持つ一人。仮面で顔を隠しており素顔は不明。ツバメに真っ二つにされ死亡。
ニコ・ルーラー
元老院副議長。デジャニラの側近の一人。「運命と因果」の鍵を持つ一人。デイビット同様仮面で素顔を隠している。
アルデバラン・ドミティアヌス・ガッビア
ガッビア帝国皇帝。権力は全てデジャニラに取り上げられ、傀儡の皇帝として君臨する。ツバメより5歳年下の少女であり、幼少の頃はツバメに家庭教師をしてもらったこともあって、彼とはかなり親しい。ツバメからは「アル」と呼ばれる。
ハンザ・ヒューリー
鍵人研究の第一人者にしてツバメの父。鍵人の力の危険を感じ、唯一デジャニラに反対していた。デジャニラに処刑されたが、デジャニラを倒す方法を死の間際自らのノートに書きしるした。

#### 鍵人
シリウス
帝国の鍵人部隊隊長。面倒ごとを嫌う飄々とした性格。チルダの幼馴染。
デネブ
通称「炎帝」。「エヘヘ」と笑うのが癖で、常人の倍近くある身長の体躯を持つ。血を好む性格で、デジャニラに忠誠に従う殺人狂。右掌に鍵穴を持つ。帝国の仕掛けた民間人向けの剣闘では、4人の剣闘士を一瞬で殺害するパフォーマンスを見せた。
デジャニラの意思によりチルダの部隊に配属され、「58番」を直接処刑する任務を受けた。しかし、実際は「58番」共々チルダたちを抹殺するよう命令を受けており、鍵武威を使ってチルダの部隊を全滅に追いやった。最終的にはツバメやチルダたちを追い詰めるが、ツバメの断空の能力の前になすすべなく真っ二つにされる。
「炎帝」の鍵/鯨の尾（デネブ・カイトス）
デネブの持つ鍵及び鍵武威。解放時の形は斧。触れたもの全てを焼き尽くす能力を持つ。軍艦三隻の火力にも匹敵する力を持つと言われている。

アスラ
帝国の鍵人の一人。自己中心的な性格で戦いを全てとしている。「死の王」の実力を存分に出させてやるため、常に強敵と戦うことを切望している。己の欲望を満たすためであれば、命令違反も厭わない。鍵穴が背中にあるため、お供のニクスに鍵を差し込んでもらわなければ、鍵武威を発動できない。デジャニラに対しての忠誠心は全く感じられない為、帝国の鍵人の中では最も危険な人物として恐れられている。
「死」の鍵/死の王（ロード・オブ・タナトス）
アスラの持つ鍵及び鍵武威。解放時の形は短剣。相手の「脅威」に反応しその形状を変化させる。広範囲に無数の刃を放つことも可能。

ニクス
アスラに従属している女の妖精。非常に体が小さく、美しい容姿をしている。無邪気で素直だが、アスラ同様の好戦的な一面がある。
カフ
帝国の鍵人の一人。小柄な少年。音もなく現れ、他人をからかうのが好き。主に諜報役として活躍する。鍵穴は左眼にある。デネブ同様デジャニラに忠誠を誓っている。
「世界」の鍵/望界鏡（ワールドテレスコープ）
カフの持つ鍵及び鍵武威。地球儀を囲む不気味な望遠鏡に、人間の体の一部を食わせることで、その人間の行動を四六時中監視し続けることができる。

セディーユ
帝国の鍵人の一人。常に無表情で冷静な性格だが、猫じゃらしには目がない。トレマの姉。鍵穴は胸にある。ツバメ達が妹と接触している事を知っている上、さらにデジャニラの考えに反対している為、帝国の鍵人の中で唯一ツバメ達に味方している。ツバメらの脱獄に協力し、マスターキーを探す旅に同行する。
「破邪」の鍵/女神の楯（アイギス）
セディーユの持つ鍵及び鍵武威。亀と牛を合成したような生物。背中の甲羅はあらゆる攻撃を防ぐ。また、発動周囲の他の鍵武威の能力を封じることも出来る。

カロン
帝国の鍵人の一人。ガッビア帝国の弓部隊を指揮する。オカマ口調で喋り、鍵穴は腹にある。ツバメらの脱獄を阻むが、チルダに倒される。
「雷霆」の鍵/ブリューナク
カロンの持つ鍵及び鍵武威。解放時の形は銃。銃口から雷撃を発し、軌道を自在に操る。

ヴェガ
帝国の鍵人の一人。デネブの死後、「炎帝」の鍵の鍵人となる。

### サルベージ団
ツバメがボスを務めるサルベージ団のメンバー。
ゼル
大柄で怪力を持つメンバー。見た目は犬の顔や尻尾を持つ獣人である。言葉遣いはツバメと比べて紳士的であり、ツバメを除いたメンバーのなかでは唯一の大人である。
エコー
ソナー能力を持つ空中イルカ。空を泳ぎ、常にツバメの傍らにいる。言葉を喋ることは出来ないが、ツバメとエコーは互いの意思を理解しあっている。厳密には、最初にチルダを発見した。
シズビー
サルベージ団の少年。4人の子供たちの中では一番の長身。長い黒髪を一本に束ねている。
ベンダ
サルベージ団の少年。フード付のポンチョにゴーグル姿。
イズゥ
サルベージ団の少年。そばかす顔。キノは実の妹。
キノ
サルベージ団の紅一点の少女。髪をふたつに束ねている。チルダに温かいスープを差し出す健気な一面を見せる。

### レト
ガッピア帝国領に属する小さな村。
トレマ
帝国領レトに住む獣人の少女。姉のセディーユを帝国に連れ去られ、帝国を憎んでいる。料理が得意。
クロケット
帝国領レトの領主にして、帝国第3陸軍軍団長。左腕が鉄の義手になっており、"鉄の手"の異名を持つ。帝国側の人間で、領民やならずものを攫っては鍵人の実験動物として本国に送っていた。鍵人の素質を持っていたセディーユをさらったのも彼である。領民を信頼させるためには手段を選ばず、賊を利用したり鍵人の復活に反対していると嘘を言うなど卑劣な性格である。
その巨大な義手を自在に操り、すさまじい攻撃を繰り出す。ツバメとチルダを追い詰めるが、飛燕剣弐式・風車の前に敗れる。

### その他
フランツ
古代資源の仲買人。ツバメ達のサルベージ団のお得意様だが、ツバメ=「58番」の情報をガッビア帝国に売る。しかしその後デネブに殺されてしまった。

## 時代背景
いわゆる「現在」の文明が完全崩壊し、新たな文明の萌芽期ともいえる時代である。ガッビア帝国のように国や民を治めるものもいれば、ツバメ達のように砂海を根城にサルベージを生業とする自由民も存在する。ガッビア帝国側から言わせれば、砂海に住む自由民は「無知識・無教養の蛮族」であるらしい。
古代（いわゆる現在）の文明は、その時代の人間にとっては信じ難いものばかりで、例えば地下鉄などを走らせていた当時の人間は魔法使いなのではないか、と考えられている（作中に、車両が停まったまま荒廃している都営地下鉄浅草線新橋駅が描かれている）。
古代人はその文明で「鍵」を開発し強大な力を手にしたが、それが元で争いになり、「鍵人」達によって文明が崩壊し滅亡したといわれている。しかし「鍵」と「鍵人」の存在は、伝説とも事実ともいわれ、研究は進んでいない。

## 用語
鍵（カギ）
古代人の作り出した「魔法の力」。各々にその能力は異なり、能力の適合者である「鍵人」が受容体（レセプター）である「鍵穴」に差し込むことによって鍵人の魂と反応し、本来の形と強大な能力を発動させる。
鍵束（キーホルダー）
地中から発見された「鍵」の束。

鍵人（カギジン）
「鍵」の適合者。身体の何処かに鍵穴を持つ。通常は鍵穴型の痣だが、能力を発動させる際には鍵の受容体へと変貌し、鍵と鍵人の魂を結ぶ。
古代文明の崩壊した原因ともいわれ、その存在は長らく伝説となっていたが、近年ガッビア帝国が古代の鍵束を発掘し、デネブを軍人として迎え入れたことによって一般市民の知識的には、存在が現実味を帯びてきた。
鍵武威（カムイ）
鍵人が鍵を使って発動する能力の総称。鍵によってその形状・能力共に異なる。

マスターキー
あらゆる鍵の能力を「閉じる」と言われる鍵。砂海に埋まっているとされている。

## 読切版
『赤マルジャンプ』2009WINTER号掲載。センターカラー55ページ。連載版と同タイトルで時代背景やキャラクターの名前に面影は残るが、容姿・人格や鍵人の能力設定等は連載版と全く異なる。

### あらすじ（読切版）
文明の荒廃した東アジア。サルベージ団の一員として働く無口な少年・ツバメは、ガッビア帝国の紋章が入った首輪を付けた脱走奴隷・チルダを発見する。

### 連載版との違い
- ツバメが連載版より幼く、且つてサルベージ団のボスに拾われた戦災孤児で、元ガッビアの脱走奴隷「28番」である。また、彼が「鍵人」であることは、ボス以外の人間は知らない。
- チルダがツバメよりも更に幼く、同じく脱走奴隷の鍵人「357番」である（ただし鍵を持たない為、能力発動はしなかった）。また、キャラクター中では容姿や性格が連載と最も異なる。
- デジャニラが政治家ではなく帝国軍大佐で、チルダを追ってサルベージ団へやって来た。
- シズビー・ベンダがツバメより年長で、サルベージ団の先輩である。なおゼルと、イズゥ・キノ兄妹は登場しない。
- ツバメの「相棒」が突然変異生物（空中イルカ）ではなく、「鍵」を首から下げたサルである。
- 「鍵人」の能力が武器ではなく、鍵人の背後にイメージとなって現れる。ツバメの持つ「漆黒の炎」は、額に鍵穴を持った鳥型の頭に、獣とも金剛力士のような体躯を持つキャラクターであった。

## 単行本
- 上巻 鍵を持つ者 ISBN 978-4-08-874783-5
- 下巻 反逆者達の晩餐会 ISBN 978-4-08-874783-5